# Академия и Земля
«Академия и Земля» (другие варианты перевода: «Основание и Земля», «Фонд и Земля», англ.  Foundation and Earth) — научно-фантастический роман американского писателя Айзека Азимова, изданный в 1986 году издательством Doubleday. Роман стал пятой частью цикла «Основание» и седьмой, заключительной, в данной фантастической хронологии. Номинант на премию Небьюла за 1987 год.

## Сюжет
Спустя несколько веков после событий «Второй Академии» граждане Академии Голан Тревайз и Дженов Пелорат занимаются поисками планеты Земля, легендарной прародины всего человечества. Сюжет книги является продолжением романа «Академия на краю гибели», хотя также может считаться самостоятельной работой.

### Часть 1. Гея
Член Совета Голан Тревайз и профессор древней истории Дженов Пелорат вместе с Блиссенобиареллой (Блисс) с планеты Гея ищут планету Земля, чтобы избавить Тревайза от сомнений по поводу его недавнего решения о создании сверхорганизма Галаксии, влияющего на судьбу всего человечества и Млечного Пути.

### Часть 2. Компореллон
Путешественники посещают входящий в Федерацию Академии мир Компореллон, жители которого считают его старейшим во всей Галактике и тяготятся вассальным статусом своей родины. По прибытии их арестовывают по приказу местного правительства, желающего заполучить космический корабль, работающий по известным только Терминусу гравитационным технологиям. Тревайзу с помощью переговоров и импровизации удаётся освободить своих спутников и получить координаты трёх планет космонитов (Запрещённые планеты), одна из которых может и быть Землёй.

### Часть 3. Аврора
Первой планетой оказывается Аврора, жители которой покинули её около 20 000 лет назад. После высадки с целью обследовать руины Тревайз подвергается нападению стаи диких собак, являющихся потомками домашних животных космонитов. Только с помощью ментальных способностей Блисс и нейронного хлыста им удаётся заставить зверей убежать.

### Часть 4. Солярия
Далее искатели посещают планету Солярия, жители которой заранее предвидели поражение космонитов в борьбе с землянами и порвали все связи с другими мирами (что описано в романе «Роботы и Империя»). Начав жить под землёй, за прошедшие тысячелетия с помощью евгеники они сумели создать общество из 1 200 гермафродитов (Правителей), для удовлетворения потребностей которых трудятся роботы. Вся планета поделена на поместья, энергия для существования и обслуживания которых генерируется солярианами с помощью генетически внедрённых в организм мозговых преобразователей.
После высадки экипаж захватывает солярианин Сартон Бэндер, который рассказывает им историю гибели Земли из-за организованного космонитами радиационного излучения. Позже он пытается убить их во избежание прибытия на планету других людей, но Блисс удаётся воздействием на мозговые преобразователи Бэндера убить его самого. Оставшийся малолетний наследник Бэндера Фаллом из-за юного возраста не может стать новым владельцем поместья и должен быть убит, в итоге команда принимает решение забрать его с собой.

### Часть 5. Мельпомена
Воспользовавшись последними имеющимися координатами, экипаж направляется на Мельпомену. Планета имеет разреженную атмосферу и полностью заброшена, однако на её поверхности остались следы двух городов. Высадившись в одном из них, путешественники входят в «Зал Миров», где перечислены имена и координаты всех 50-ти космонитских планет. В этот момент они подвергаются нападению единственной формы жизни на планете — мха, существующего за счёт диоксида углерода. С помощью бластеров и ультрафиолетового излучения им удаётся избавиться от его остатков и покинуть планету.

### Часть 6. Альфа
Тревайзу удаётся найти координаты Земли, рассчитав её координаты как центра сферы из 50 заселённых космонитских планет. По прибытии на Альфу Центавра команда обнаруживают потомков жителей Земли, которых много тысячелетий назад переселили с заражённой планеты в созданный с помощью терраформирования новый мир, называемый ими «Новая Земля». На единственном острове площадью около 15 000 км2 в практически полной изоляции от других миров проживает 25 000 человек, которые с помощью биотехнологии и управления погодой занимаются сельским хозяйством. От них исследователи узнают историю Земли с момента начала колонизации космоса и до окончательного расселения во времена Галактической Империи.
От местной жительницы путешественники узнают о планах туземцев убить их, чтобы о существовании этой планеты никто так и не вспомнил. На основании местных легенд и разговоров с местными жителями Тревайз понимает, что Альфа Центавра является не самой планетой Земля, а её соседкой в этой же системе.

### Часть 7. Земля
На подходе к Земле системы корабля обнаруживают её высокую радиоактивность, не способную поддерживать жизнь. Вместе с этим внимание экипажа привлекает Луна (благодаря Фаллом, которая, захватив на время управление гравилетом, приказывает ему лететь на родную Солярию, ошибочно приняв за неё Луну), где могли укрываться жившие на погибшей планете. Высадившись, они находят робота Дэниела Оливо, который рассказывает о своих манипуляциях человечеством со времён Элайджа Бейли задолго до возникновения Галактической Империи и Академии. Именно он стоял за заселением Альфы Центавра, возникновением Геи и разработкой психоистории, а также воздействием на принятие Тревайзом решения о создании Галаксии. Позитронный мозг Дэниела ухудшается, и из-за невозможности создать новый он желает объединить его с разумом Фаллом для наблюдения за созданием Галаксии. К самому созданию психоистории и Геи робота побудили человеческие междоусобицы. В конце Тревайз говорит об угрозе нападения со стороны иных форм жизни за пределами Галактики.

## Приём
Орсон Скотт Кард положительно отозвался о романе, отметив, что в нём «всё — разговоры, нет экшена — но разговоры Азимова и есть экшн».